# 2076.
◄ | 20. stoljeće | 21. stoljeće | 22. stoljeće | ►
◄ | 2040-ih | 2050-ih | 2060-ih | 2070-ih | 2080-ih | 2090-ih | 2100-ih | ►
◄◄ | ◄ | 2073. | 2074. | 2075. | 2076. | 2077. | 2078. | 2079. | ► | ►►
Astronomija

## Događaji
- 6. siječnja – Potpuna pomrčina Sunca koju će se moći vidjeti na Antarktiku.
- oko 31. svibnja – Očekuje se da će planetoid 90377 Sedna dosegnuti svoj perihel, najbližu točku Suncu. Očekuje se da će dosegnuti udaljenost od 76 astronomskih jedinica, odnosno 76-rostruku prosječnu udaljenost od Zemlje do Sunca. Sedna je vrlo elipsaste orbite, stoga ju je teško locirati u afelu; doseže udaljenost od 942 AJ. Ovaj se nadnevak mijenja kako se istraživanjima rafinira Sednina orbita. Tada bi moguća svemirska letjelica lansirana 2033. ili 2046. stigla do nje.
- 1. srpnja – Djelomična pomrčina Sunca koju će se moći vidjeti u sjevernoj Americi (Kanadi i na Aljaski).